# Hesperocorixa harrisi
Hesperocorixa harrisi är en insektsart som först beskrevs av Philip Reese Uhler 1878.  Hesperocorixa harrisi ingår i släktet Hesperocorixa och familjen buksimmare. Inga underarter finns listade i Catalogue of Life.